# Moon Hyang-ja
Moon Hyang-Ja (5 de maio de 1972) é uma ex-handebolista sul-coreana. campeã olímpica.
Fez parte da geração de ouro sul-coreana, medalha de ouro, em Barcelona 1992.